# IEEE Robotics and Automation Society
Die IEEE Robotics and Automation Society (RAS) ist eine Gesellschaft innerhalb des IEEE, die sich mit Robotik und Automatisierung befasst.
Sie entstand aus dem 1983 gegründeten IEEE Robotics & Automation Council (RAC), der 1989 in Robotics and Automation Society umbenannt wurde. Die Robotics and Automation Society hat derzeit mehr als 15.000 Mitglieder aus insgesamt 120 Ländern. Sie unterstützt ihre Mitglieder, indem sie Innovationen, Ausbildung und Forschung in der Robotik und Automation fördert. Derzeitiger Präsident der Gesellschaft ist Seth Hutchinson. Von 2018 bis 2019 war der deutsche Leibniz-Preisträger Wolfram Burgard RAS-Präsident.

## Publikationen
Die Robotics and Automation Society veröffentlicht mehrere internationale, wissenschaftliche Fachzeitschriften und richtet wissenschaftliche Fachkongresse aus, darunter die beiden weltweit größten Robotikkonferenzen ICRA und IROS.

### Fachzeitschriften
- IEEE Robotics and Automation Letters (RA-L)
- IEEE Robotics and Automation Magazine (RAM)
- IEEE Transactions on Robotics (T-RO)
- IEEE Transactions on Automation Science and Engineering (T-ASE)

### Kongresse
- IEEE International Conference on Robotics and Automation (ICRA)
- IEEE International Conference on Automation Science and Engineering (CASE)
- IEEE/RSJ International Conference on Intelligent Robots and Systems (IROS)